# Kvevri
Kvevri eller Qvevri (georgisk: ქვევრი - også kendt som Tchuri (georgisk: ჭური) i det vestlige Georgien - er store lertøjskar, der bruges til gæring, opbevaring og lagring af traditionel georgisk vin. De ligner store, ægformede amforaer uden håndtag, og de er enten begravet under jorden eller sat i gulvene i store vinkældre. Kvevris varierer i størrelse: volumener varierer fra 20 liter til omkring 10.000; 800 er typisk.
Arkæologiske udgravninger i den sydlige georgiske region Kvemo Kartli (især omkring Dangreuli Gora, Gadachrili Gora og i landsbyen Imiri) fandt rester af druekærner og kvevrier, der kunne dateres tilbage til det 6. årtusinde f.v.t.
Landsbyerne Atsana i Guria; Makatubani, Shrosha, Tq'emlovana og Chkhiroula i Imereti; og Vardisubani i Kakheti er traditionelle områder der har fremstillet kvevrier. Kendskabet til dette gamle håndværk er gået i arv i håndværkerfamilier gennem generationerne. Det ler, der bruges til at fremstille en Kvevri, skal vælges omhyggeligt, da dets egenskaber vil påvirke vinens mineralindhold.